# Uchusquillo
Uchusquillo es una localidad rural, con rango político administrativo de Centro Poblado Menor, con gobierno sublocal ejercido legalmente por un alcalde y cinco regidores, elegidos en el ámbito comunal. Pero antes de ser Centro Poblado, Uchusquillo ha sido y es Comunidad Campesina (compuesta por siete barrios: Huariera (Huari Era), Jaccrá, San Pedro, Ñahuinpuquio, Jahua, Acctseg y Uchusquillo Urbano) dentro del marco jurídico de la Ley 24656, Ley General de Comunidades Campesinas, y como en otras partes del Perú, las decisiones locales se determina en esta instancia.
Pertenece al distrito de San Luis, cuya capital homónima lo es también de la provincia de Carlos Fermín Fitzcarrald, Ancash, Perú. Ver ubicación de Uchusquillo

## Toponimia
Uchusquillo derivaría de las voces del quechua Áncash-trasandino: uchuq = quien come granos y kiru = diente, posiblemente en alusión a la buena producción de maíz en su suelo de clima templado de la zona quechua. De modo que uchuq kiru deviene en uchus killu, y en lexema castellano: Uchusquillo. Aun podría proceder de utsu = ají, rocoto y qiru = arbusto, palo, mata; de modo que utsu qiru > uchu qillu > uchusquillu = arbusto o mata del rocoto. No es de más esta alternativa: uchus (variedad de patata); qillu (amarillo). Uchus qillu > uchus killu > uchusquillo.

## Historia
- La hacienda de Uchusquillo fue cedida al Convento San Agustín de Huánuco por el cacique Bartolomé Terri y don Alonso Jiménez, mediante testamento celebrado en Piscobamba ( capital del coregimiento de Conchucos[6])en 1622; incluía las estancias de Arguay, Aurinja, Chuclush y la vaquería de Canchabamba.[7] La explotación continuó durante siglos hasta que en 1959 ocurriría un intento de levantamiento, concretamente, los comuneros cerca de cien se constituyeron a Piscobamba a buscar la liberación de sus líderes apresados, donde engañaron a la población los maestros, dueños de fundos, de que la ciudad iba a ser atacada, cosa que no ocurrió; ante una supuesta traslación de los líderes a Huarás, los reclamantes retornaron a alistar nuevas acciones.[8] Y la ignominiosa explotación cesó todavía con la Reforma Agraria que se dio el 24 de junio de 1969, en el Gobierno nacionalista y revolucionario de Juan Velasco Alvarado.

## Características generales

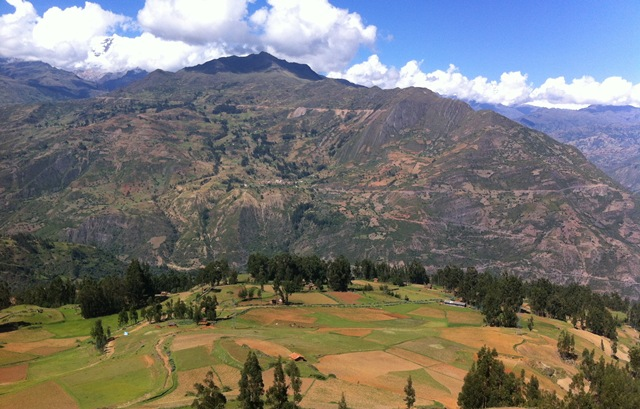
Panorama

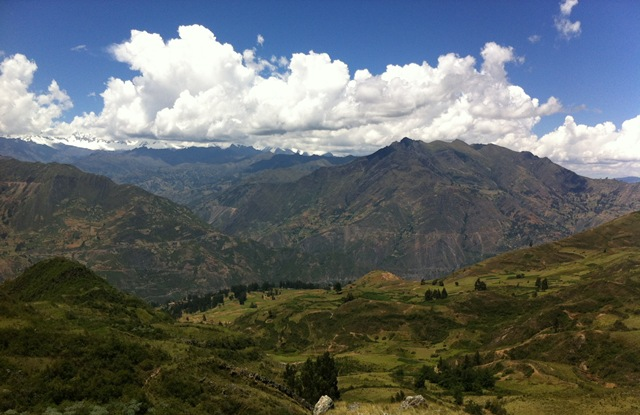
Panorama

Actualmente, limita por el este con las comunidades de Illauro y Canchabamba, por el oeste con Allpabamba, por el norte con Tarapampa e Ishanca, y por el sur con Humanhuauco.
En su accidentada geografía se puede disfrutar de variados microclimas agradables, su altitud va aproximadamente de los 2.000 a 3.800 M.S.N.M. Se sitúa en la subcuenca del Yanamayo, subregión trasandino, en el extremo este de la cordillera blanca y del parque nacional Huascarán y hacia el lado NEE de la ciudad de Huaraz, capital de Ancash.
Desde Uchusquillo, levantar la cabeza permite visualizar un panorama natural impresionante, donde en un trazo magnífico fulgura la cordillera blanca, desde un blanco virginal hasta el rosa del alba; los picachos en una ronda admirable, resalta en todo el perímetro occidental con visibilidad cadenciosa de sur a norte. Usualmente, no se necesita abrigo reforzado porque su temperatura es templada, acude a dar solaz al visitante.
Originariamente el nombre de la comunidad ACTUAL fue Pacchac, que fue la comunidad céntrica y donde estaban las casas de "administración de los arrendatarios" (Como un conjunto de casas de los terceros administradores). Es así que la gran comunidad de Uchusquillo fue la denominación que incluyó a las comunidades de: Pacchac, Chucllush, Arwai, Aurinja, Canchabamba, Tarapampa, Ishanca y Tayapampa (las actuales Tayapampa, Rosas Grande e Illauro, en aquel tiempo no existían independientemente, el conjunto de estas tres se denominaba Tayapampa).
Su historia poscolonial no es muy feliz, pues estuvo en manos distintos terratenientes; algunos terratenientes posibles de citar empezando por los más antiguos son Geronimo Fizggi quien al no tener herederos a quien otorgar las tierras de Uchusquillo dona todo esto al Convento Agustino de Huanuco (que con esto acumulaba alrededor de 187 haciendas de su propiedad); claro está que hasta entonces ninguno de los "propietarios" llegaron realmente a Uchusquillo por lo que siempre estuvo en manos de terceros para su administración. Es así que el último "propietario" fue el señor Gilberto Ortiz hasta el año 1952. Quien tampoco estuvo por Uchusquillo, sin embargo su hijo Moises Ortiz llegó escapando del castigo que su padre (por haber embarazado a su Hermana) como refugiado a tomar Uchusquillo. Una vez instalado Moises Ortiz incurrió en tan excesivo abuso contra los comuneros privándolos de sus derechos, que recién dejaron su poder sobre la comunidad coincidentemente en la reforma agraria aplicada por el gobierno militar de Juan Velasco Alvarado, en la década del 70; Sin embargo ya la comunidad en 1952 se reveló y denunció a Moises Ortiz ante la Corte suprema de Huaraz en consecuencia y de manera contradictoria los líderes comuneros como: Domingo Chávez, Rafael Llanca e Isidoro Blas, quienes fueron llevados a la cárcel por tres largos meses. Este encarcelamiento fue resuelto porque el Ministerio de Asuntos Indígenas del Gobierno de la reforma a través de su Abogado Dr. Guevara y el Abogado defensor de la Comunidad de Uchusquillo Dr. Crispolo Cunza.
Actualmente, en Uchusquillo, al igual que en la mayoría de las localidades rurales, se observa una disminución poblacional, debido a la continua migración de sus habitantes (sobre todo los más jóvenes) hacia la costa, en busca de oportunidades de trabajo y educación, en razón al descuido de las instituciones del estado, por no promover y ejecutar políticas e intervenciones de acuerdo a las necesidades reales locales (enfoque de desarrollo social local) para satisfacer las necesidades que muy claramente se conocen....

## Actividad económica
Fundamentalmente la agricultura es de autosostenimiento, principalmente de papa, maíz, trigo y cebada; complementariamente en menores cantidades se cultiva tauri (tarwi) oca, olluco, mashua, chumpi, avena, arveja, habas, quinua, achís (quiwicha), frejol, cayhua, calabaza, zapallo, lino (linaza), hortalizas, etc., y son básicamente estacionales porque la zona carece de agua para el riego de cultivos.
Su agricultura es únicamente tradicional, emplea bueyes para arar la tierra. Lampa, pico, barreta y hoz son las principales herramientas. Los burros y escasamente mulas y caballos son los medios de transporte. Pero la cosecha de trigo y la siembra de la papa son actividades que tienen matices muy tradicionales que valen la pena participar.
La actividad ganadera es precaria, se reduce a pequeñas crianzas de ovinos, caprinos, cerdos, cuyes, aves, burros para la carga y reses básicamente para el trabajo del campo.
Chirimoyos, guayabas, pacayes, duraznos, tunas, limas, manzanas, poroccsas (tumbo), shupllas (aguaymanto), granadillas (puru puru), nísperos, lúcumas, asimismo, peras, naranjas, plátanos, naranjas, etc., son algunas de las frutas que produce en Uchusquillo.
Es necesario resaltar que todos los productos antes señalado tienen buen desarrollo en las tierras de Uchusquillo. El mismo puede ser a gran escala, siempre y cuando el Estado implemente sistemas de regadío con un gran reservorio en la puna de esta comunidad, en las cuales almacenar agua para una agricultura tecnificada. Pues existe agua dulce subterránea y filtraciones superficiales visibles que se pierden por cauces naturales que pasan sin mayor uso y alejado de las chacras destinadas a la agricultura; en razón a que la canalización es inmanejable para una economía precaria que ostenta la población. Y, por otro lado, tiene la gran adversidad natural constituida por cerca de nueve meses de sequía anualmente, este fenómeno natural permite a los uchusquillinos hacer un gran esfuerzo para hacer solo una campaña siembra de productos agrícolas, en la que se siembran todo tipo de productos al mismo tiempo, lo que a la vez depende de la intensidad de las precipitaciones por solo un promedio de tres meses; este ciclo hace que las tierras agrícolas descansen el periodo de sequía (promedio nueve meses) y los pastos naturales para los animales criados en muy escasas cantidades, desaparecen tan pronto como avanza el período de sequía. Esto es un círculo vicioso que perjudica a la población, cuya población económicamente activa migra a ciudades de la costa ancashina y limeña en donde se dedican a pequeños negocios y a trabajar en condiciones de subempleo para terceros. Lo que inexorablemente, a muchos, los mantiene en la pobreza extrema y el círculo vicioso de la desnutrición crónica.
Es evidente que la población no tiene posibilidades de hacer producción agropecuaria todo el año, tampoco cuenta con asistencia técnica-profesional para ello. Y no existe ningún programa de los ministerios de Agricultura y de la Producción encargado de promover y enganchar a cadenas productivas como es evidentemente necesario para contribuir a la seguridad alimentaria (Esto reduce la DCI).
Por otro lado, se reducirá la migración a las ciudades costeñas en busca de trabajo (búsqueda de ingresos económicos imposibles de conseguir en el mismo lugar).

## Gastronomía tradicional
Chicharrón de cerdo (es toda una celebración el sacrificio del cerdo, llamado kuchi pishtay)
Picante de cuy (jaka pichu)
Picante de papa (papa pichu)
Caldo de gallina (wallpa kaltu)
Sopa de Shac-hui  (shaqwi)
Sopa de chochoca (tsutsuqa)
Sopa de trigo molido (takapi o chapla)
Ensalada de chocho (tauri / tarwi) (tawri utsusha)
Almidón de trigo (triyus almitun)
Mazamorra de calabaza (kalawasu api)
Mote de trigo pelado (triyus llushtu)
Mote de cebada pelada (siwara llushtu)
Morcilla (blanca y negra) ( yana mushinqa, yuraq mushinqa / mursilla)

## Cultura andina
Tiene una tradición cultural muy rica pero poco queda de sus prácticas:
Carnaval. Réplica de los personajes del periodo de conquista española; personifican a los tres socios de la conquista en el que también tiene protagonismo el inca, las ñustas, pallas y los amautas. Durante todo el mes se hace la fiesta de corta monte (Chihualo hacha walluy).
Semana Santa. Escenificación muy andina de la muerte de Cristo, procesión nocturna con abundantes velas colocadas en un instrumento llamado rodaje.
Señor de Mayo. Fiesta patronal del barrio Huari-era. Se presentan danzas andinas y mestizas, con tambor y flauta; algunas veces carrera a las cintas, cuando centauros andinos, a galope tendido, engarzan cintas colgadas sobre una cuerda horizontal. Se engancha una cinta de su argolla mediante un 'taco' de madera'.
Santa Rosa de Lima. Fiesta patronal de la comunidad en donde se presentan las mejores manifestaciones de danza tradicional (Anti, Paso Huanquilla, Negritos, Shacsha) y corrida de toros, fiesta popular de mayor relieve y convocatoria.
Todos los Santos. Preparación de pan en todos los hogares, elaboración de tanta wawa, urpay, (paloma), wanaku, qullmi tanta. Se presentan los panes y otras comidas de lugar, en ofrenda a las almas de sus familiares que ya descansan en paz.
Navidad. Escenificación del nacimiento y la adoración del niño Jesús, especial protagonismo de la danza de los "pastorcillos",  ocasión de lucimiento del diablo, personificado por un mozallón travieso y gracioso.

## Rutas camineras
De Lima a Uchusquillo hay una distancia aproximada de 560 kilómetros que demanda un tiempo de viaje entre 10 a 15 horas, dependiendo del tipo de movilidad, y se demora más de lo normal por las pésimas condiciones de un importante tramo de las carreteras de acceso.
Existen tres rutas para llegar:
1.	Lima – Cátac – Chavín – Huari – San Luis - Uchusquillo
2.	Lima – Huaraz – Carhuaz – Chacas – San Luis - Uchusquillo
3.	Lima – Huaraz – Yungay – Yanama –Llacma- Uchusquillo
La primera es la ruta tradicional, pero la situación de la carretera desde de Cátac hacia adelante (siendo asfaltada hasta Huari) no es buena actualmente.
La tercera es la alterna, de Yungay hacia adelante es carretera afirmada y demanda un poco más de tiempo, aproximadamente una hora adicional.

### Carretera moderna
Después de 10 años se ha concluido la carretera asfaltada de Carhuás, Shilla, Chacas, Acochaca, San Luis, la que ya está en uso desde el 15 de agosto de 2013; tramonta por el renombrado paso de Ulta, por un túnel de más de mil metros de largo y resulta la vía más apropiada y fácil para llegar a Uchusquillo.